# Râul Mascot
Râul Mascot este un curs de apă, afluent al Rasnicului.